# Josip Meštrović
Josip Meštrović (Korčula, 1937.) hrvatski književnik

## Životopis
Osnovnu i klasičnu gimnaziju završio je u Splitu, a Filozofski fakultet u Zagrebu. Potom je na zagrebačkoj kazališnoj akademiji studirao režiju.

## Djela
- Neki tragovi nekoga koji se gubi,  Liber, Zagreb, 1974.
- Listovi za Marka, Naprijed, Zagreb, 1988.
- Grabersko brdo, Naprijed, Zagreb, 1992.
- Osam, Stajergraf, Zagreb, 2006.